# Korpysy
Korpysy (deutsch Ottosberg) ist eine Ortschaft mit einem Schulzenamt der Stadt- und Landgemeinde Ostrzeszów im Powiat Ostrzeszowski der Woiwodschaft Großpolen in Polen.

## Geschichte

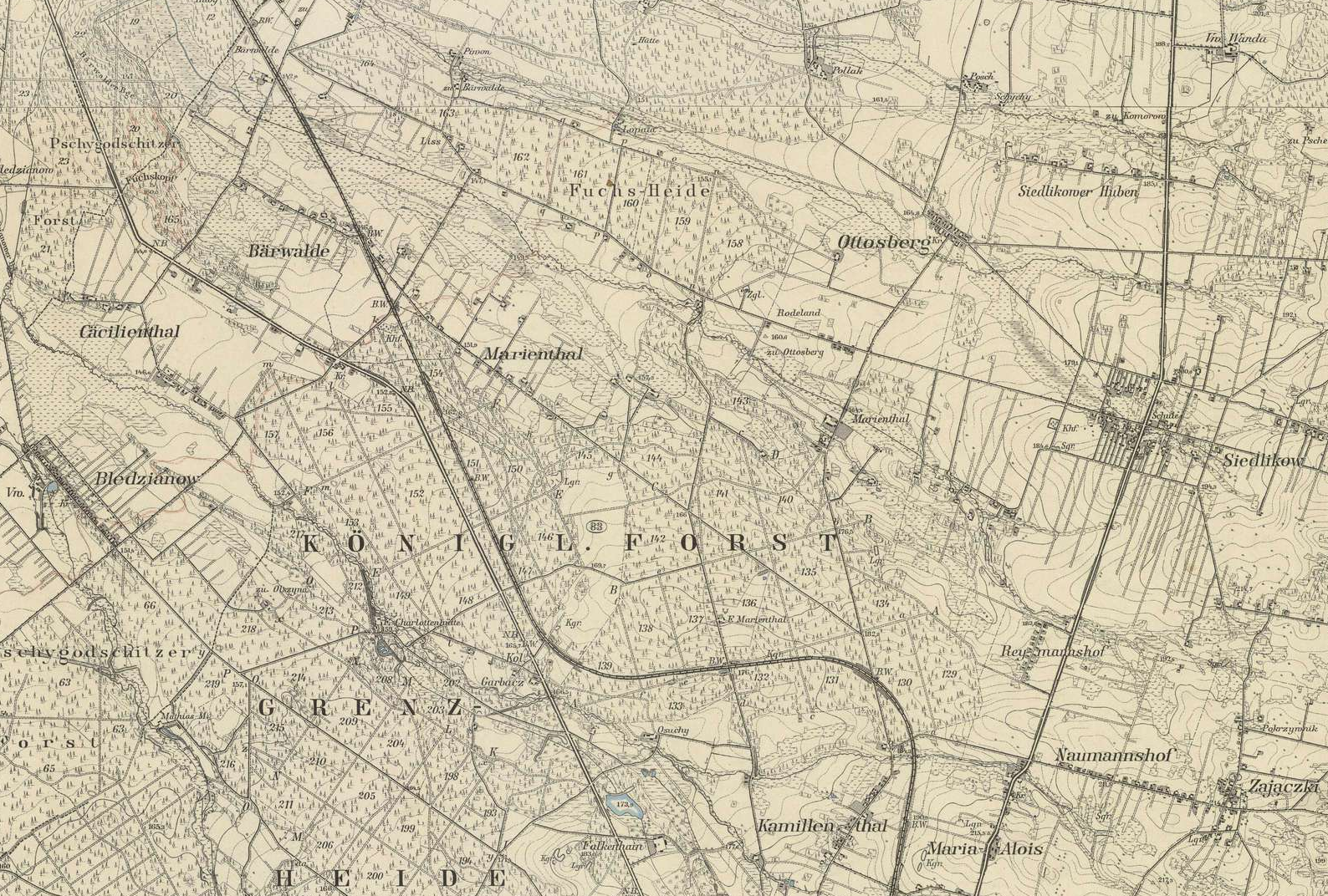
Kolonien in der Grenzheide auf einer Karte aus dem Jahr 1877

Im Zuge der Zweiten Polnischen Teilung kam das Gebiet mit der Grenzheide 1793 an Preußen. Damals entstand im Wald eine Reihe von Kolonien, die laut einer Überlieferung meist nach den Familienmitgliedern des Verwalters benannt wurden, u. a. Cäcilienthal (Kozły), Kamillenthal (Myje), Marienthal (Marydół), Naumannshof (Najmów), Ottosberg (Korpysy), Reyhmannshof (Rejmanka). Deutsche Protestanten errichteten in Ottosberg einen Friedhof und eine evangelische Grundschule.
Der polnische Ortsname Karpis (1821), Karpisz bzw. Karpisy (1882) entwickelte sich vom Personennanem Karpis(z) (vergleiche karp: Karpfen und karpa: Baumstumpf) durch die Änderungen a > o vor r und i > y zur Form Korpysy (1921).
Nach dem Ende des Ersten Weltkriegs kam Korpysy zu Polen, Woiwodschaft Posen. Im Jahr 1921 gab es in der Gemeinde Korpysy im Powiat Ostrzeszów 42 Häuser mit 252 Einwohnern, davon waren 245 Polen, 7 Deutsche, 142 waren Römisch-Katholiken, 110 Protestanten.
Beim Überfall auf Polen 1939 wurde das Gebiet von den Deutschen besetzt und dem Landkreis Kempen im Reichsgau Wartheland zugeordnet. Nach dem Krieg verließ die Mehrheit der evangelischen Dorfbevölkerung den Ort. Der evangelische Friedhof ist verlassen und verfallen.
Von 1975 bis 1998 gehörte Korpysy zur Woiwodschaft Kalisz.